# 아마기정
아마기정(일본어: 天城町)은 일본 가고시마현 난세이 제도 도쿠노섬에 있는 오시마군의 정이다.

## 지리
도쿠노섬 서부를 행정 구역으로 한다.

### 인접한 자치체
- 오시마군 도쿠노시마정·이센정

## 역사
- 1908년 4월 1일 - 도서정촌제가 시행되어 아마기촌이 성립하였다.
- 1916년 5월 20일 - 아마기촌의 일부가 히가시아마기촌으로 분리되었다.
- 1946년 7월 1일 - 미국(류큐 열도 미국 민정부)의 지배하에 놓였다.
- 1953년 12월 25일 - 도쿠노섬이 일본에 반환되면서 다시 일본에 속하게 되었다.
- 1961년 1월 1일 - 아마기촌이 정으로 승격해 아마기정이 되었다.

## 산업
주요 농산품은 사탕수수와 육우이다.

## 교통

### 공항
- 도쿠노시마 공항

### 항만
- 아마미 해운